# TDRS-4
El TDRS-4, conocido antes del lanzamiento como TDRS-D, es un satélite de comunicaciones estadounidense que fue operado por la NASA y construido por TRW como parte del Tracking and Data Relay Satellite System desde 1989 hasta 2011.

## Lanzamiento
El TDRS-4 se lanzó a bordo del Transbordador espacial Discovery durante la misión STS-29 en 1989. El Discovery se lanzó desde el Complejo de lanzamiento 39B en el Centro Espacial Kennedy a las 14:57:00 UTC del 13 de marzo de 1989. El TDRS-4 se desplegó desde Discovery unas horas después del lanzamiento, y se elevó a una órbita geoestacionaria por medio de una etapa superior inercial (IUS).